# Кущівка (Хмельницький район)
Кущі́вка — село в Україні, у Наркевицькій селищній громаді Хмельницького району Хмельницької області. Населення — 138 осіб.

## Історія
Село засноване до 1932 року.
Голодомор в Кущівці
За даними різних джерел в селі у 1932—1933 роках загинуло близько 100 осіб. Наразі встановлено імена 4 осіб. Мартиролог, який укладений на підставі поіменних списків жертв Голодомору 1932—1933 років, складений Чернявською сільською радою.
Поіменні списки встановлених осіб зберігаються в Державному архіві Хмельницької області:
- Бабій Іван Йосипович — вік невідомий, †1933 р.
- Білецький — вік невідомий, †1933 р.
- Буздиган Юзик — вік невідомий, †1933 р.
- Коцюк — вік невідомий, †1933 р.
- Ніцевич — вік невідомий, †1933 р.
- Підкалюк Мойса — вік невідомий, †1932 р.

13 серпня 2015 року, в ході децентралізації, Чернявська сільська рада об'єдна з Наркевицькою селищною громадою Волочиського району.
19 липня 2020 року, в результаті адміністративно-територіальної реформи та ліквідації Волочиського району, село увійшло до складу новоутвореного Хмельницького району.

## Населення

### Мова
Розподіл населення за рідною мовою за даними перепису 2001 року:
| Мова       | Кількість | Відсоток |
| ---------- | --------- | -------- |
| українська | 137       | 99.28 %  |
| російська  | 1         | 0.72 %   |
| Всього     | 138       | 100 %    |

## Галерея

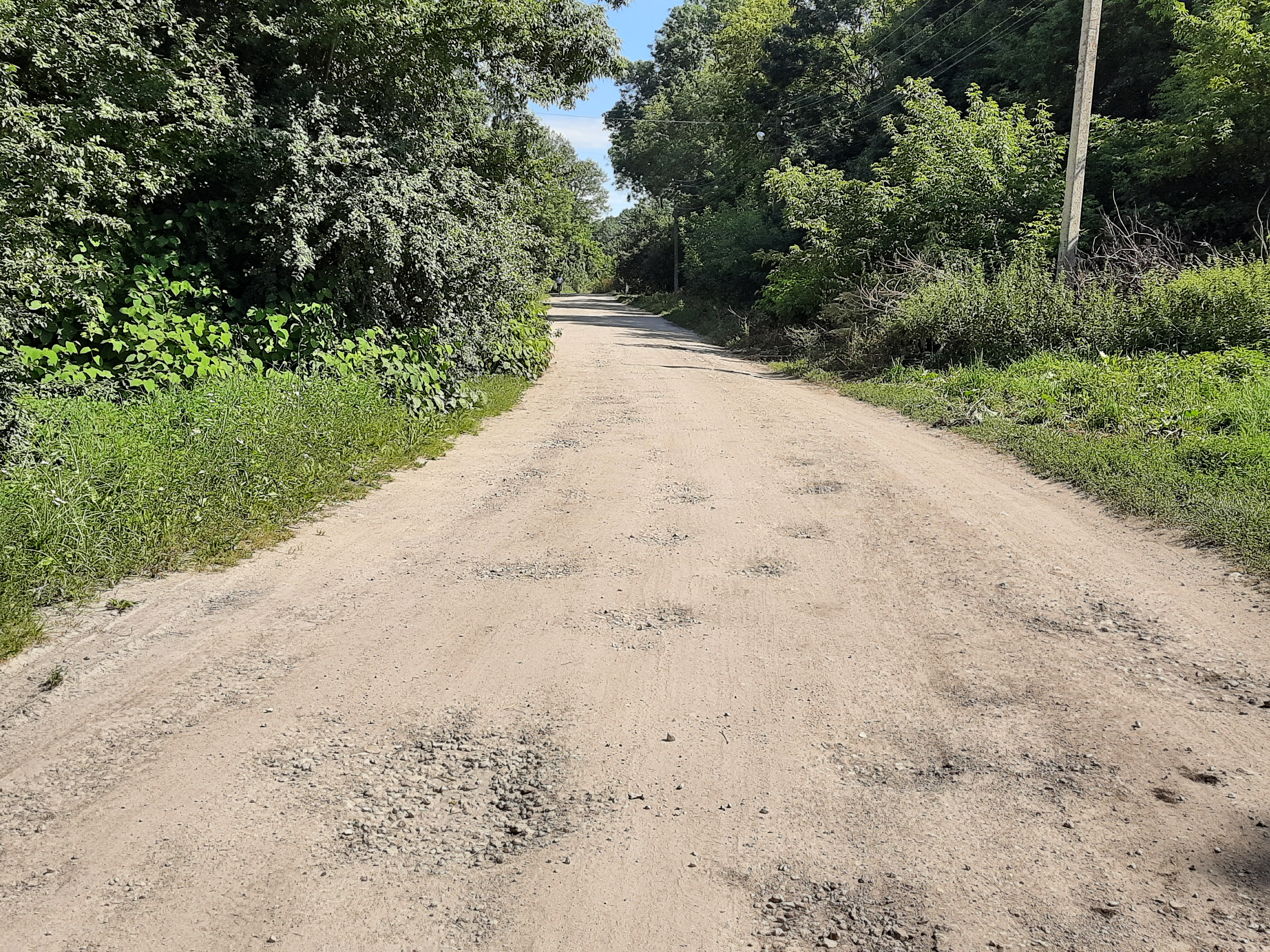
В'їзд у село
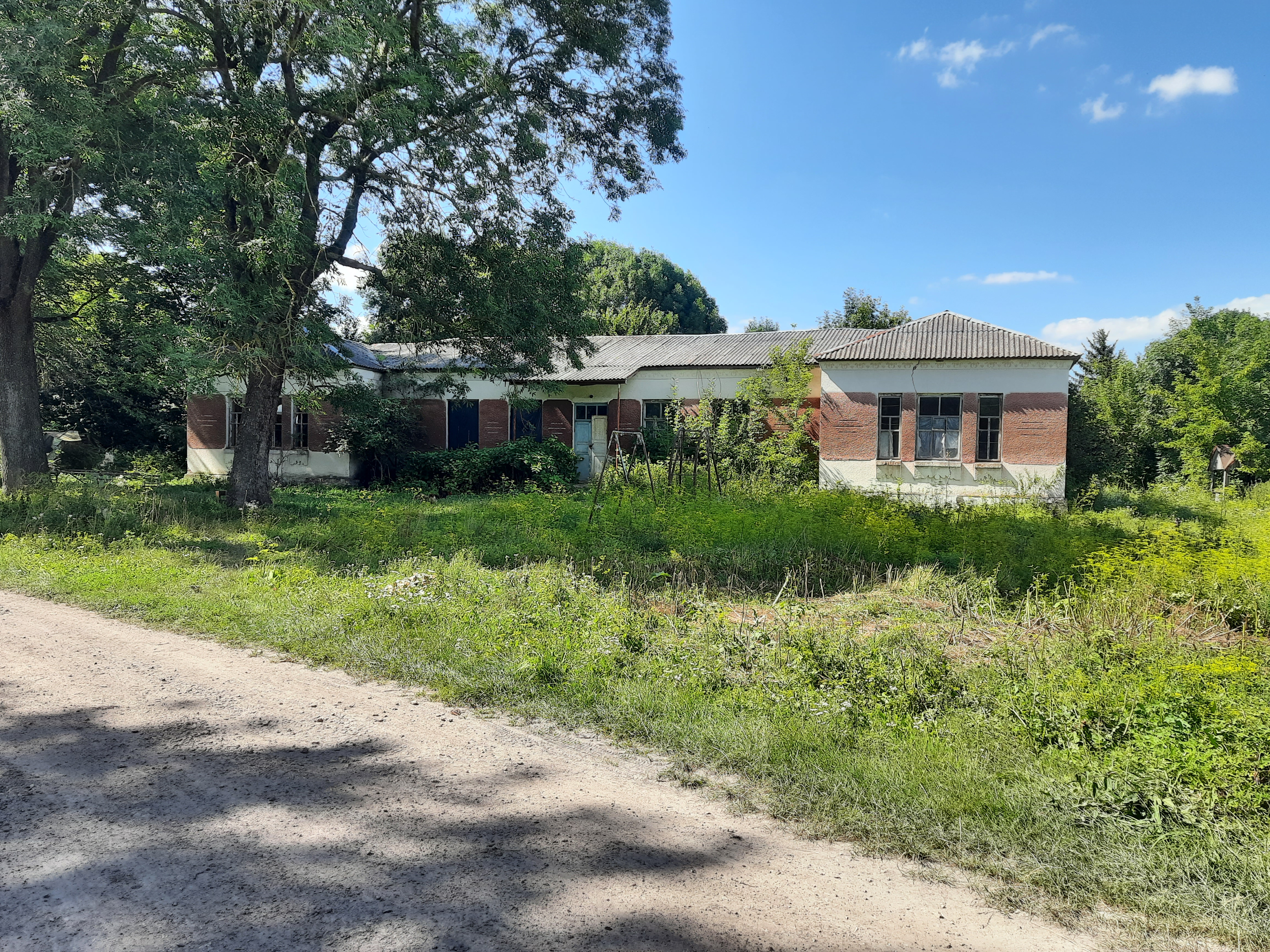
Будівля колишньої школи.
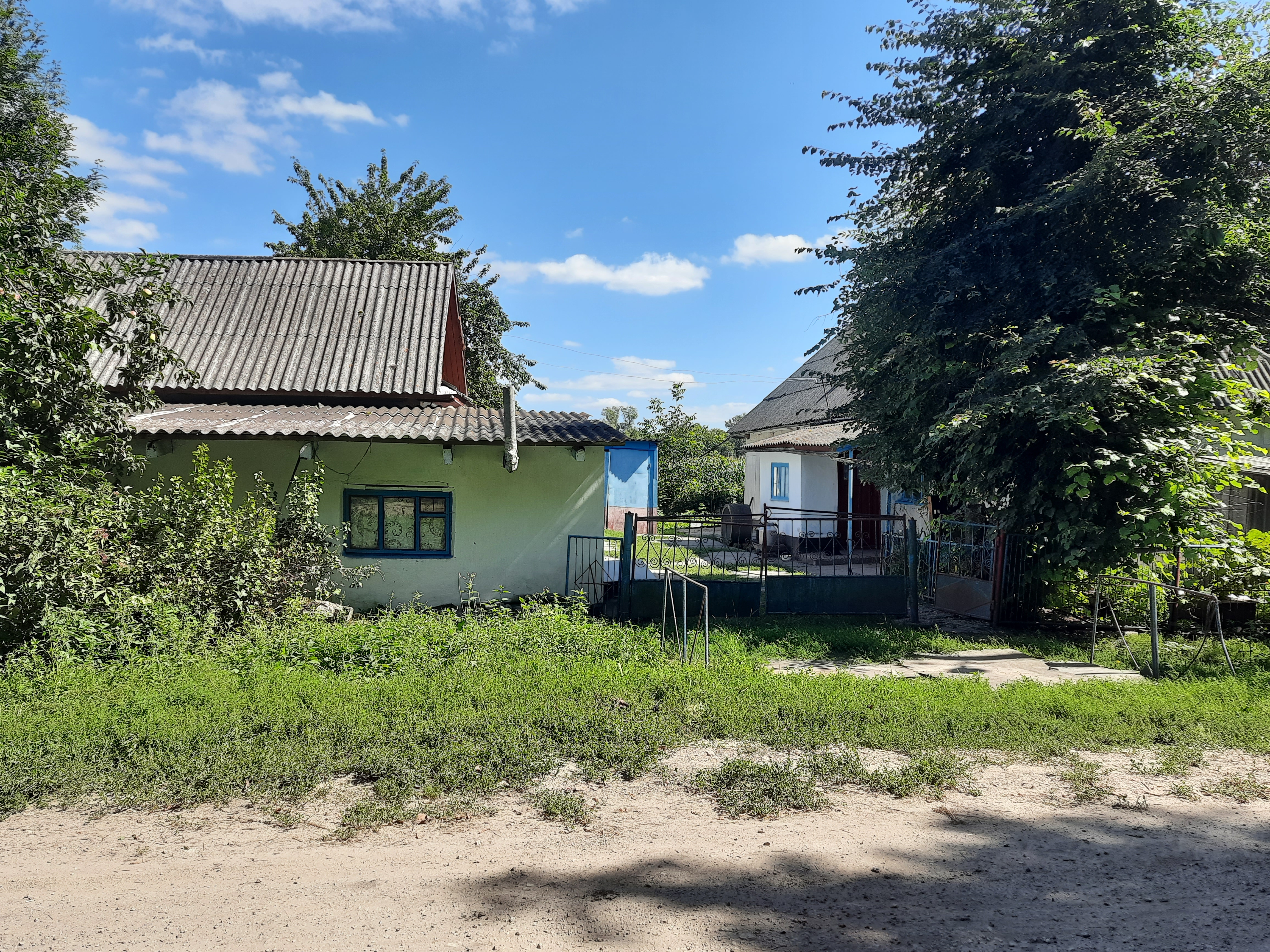
Сільська оселя.
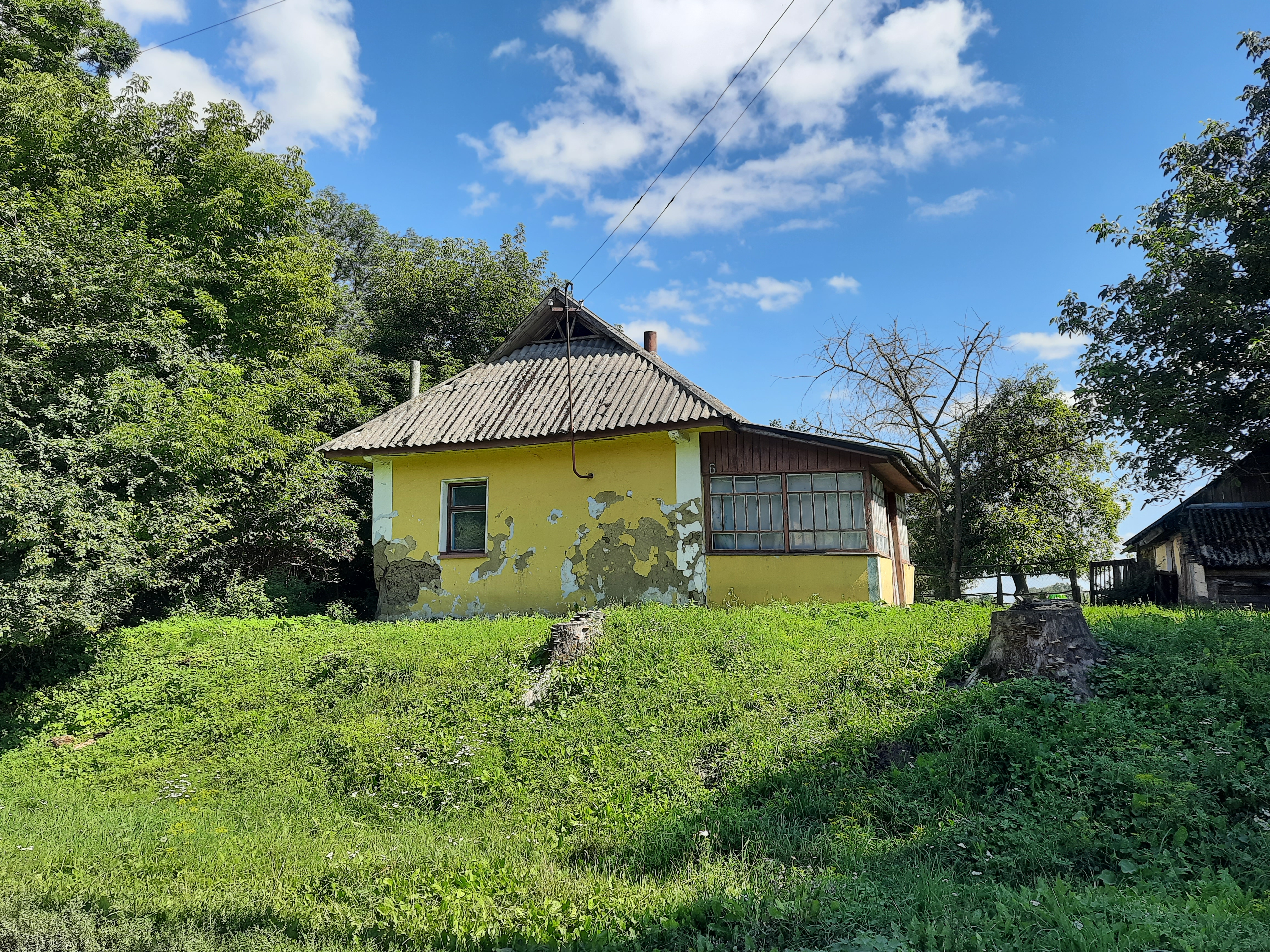
Сільська хата
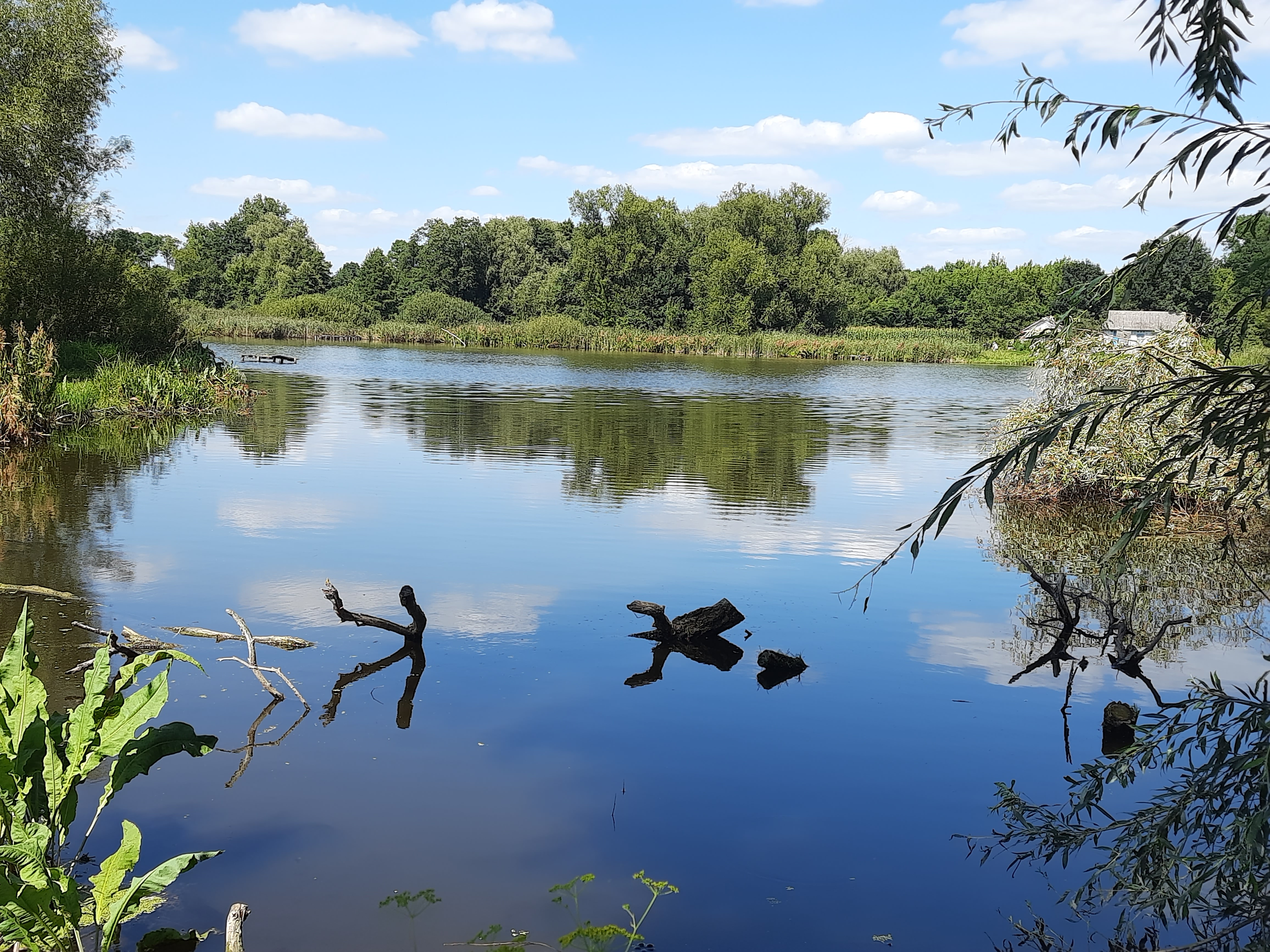
Став біля села
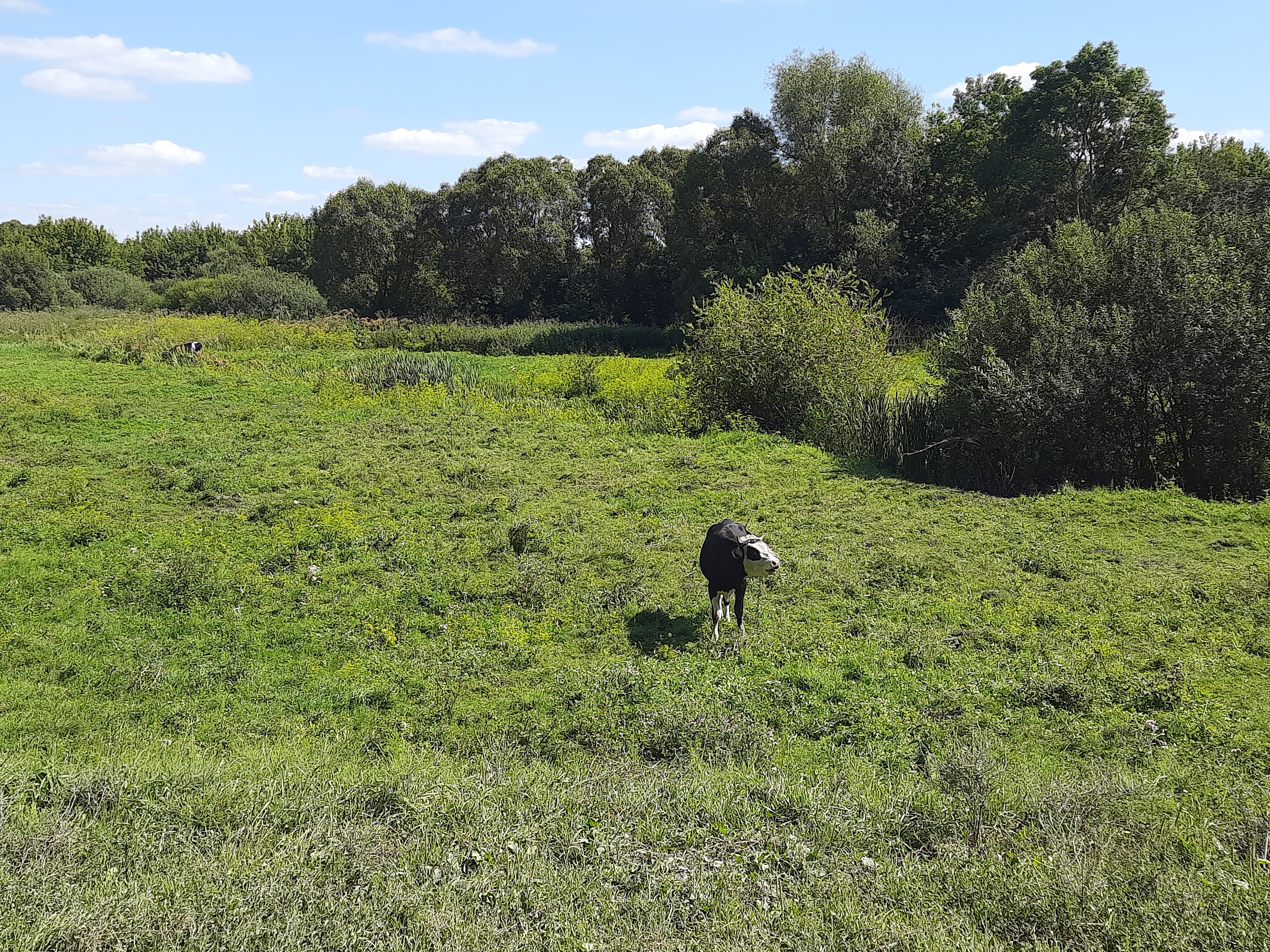
Краєвид біля села